# Chikhali Gourbanov
 (janvier 2021).
Pour les articles homonymes, voir Gurbanov.
Chikhali Gourbanov (en azéri : Şıxəli Qurban oğlu Qurbanov), né le 16 août 1925 à Bakou, mort le 24 mai 1967 dans la même ville, est un homme d'État, une personnalité publique azerbaïdjanaise, écrivain, poète et dramaturge et docteur en sciences philologiques (1965). Il est enterré dans l'Allée d'honneur à Bakou et décoré de l'Ordre de Lénine à titre posthume.

## Biographie
Chikhali Gourbanov est né le 16 août 1925 à Bakou, dans la famille d'un employé, Gourban Ali Gourbanov. En juin 1942, diplômé du lycée, Gourbanov (selon d'autres sources - en 1941) part au front de la Grande Guerre patriotique. Il passe la voie militaire de Leningrad jusqu'à l'Allemagne. Il se retire dans la réserve après la fin de la guerre, en 1946, à Berlin décoré de la médaille « Pour le courage ». 

## Activité scientifique et pédagogique
Il est diplômé de l'Institut pédagogique d'Azerbaïdjan en 1950. Il enseigne la littérature russe. Encore étudiant, Gourbanov aimait l’œuvre d'Alexandre Pouchkine et étudiait son influence sur la poésie azerbaïdjanaise, son intérêt pour l'Est, et ses relations avec des éducateurs azerbaïdjanais de l'époque. Le 30 juin 1956, il soutient sa thèse de doctorat intitulée A.S. Pouchkine et la poésie azerbaïdjanaise. Il obtient le diplôme de docteur en sciences philologiques. Il travaille comme enseignant principal et professeur adjoint à l'Institut pédagogique.

## Publications
Parmi ses études scientifiques publiées, figurent A. S. Pouchkine et l'Azerbaïdjan (Bakou, 1959), Étapes du développement des liens littéraires azerbaïdjanais et russes au XIXe siècle (Bakou, 1964), Connexions littéraires azerbaïdjanaises et russes. Gourbanov était rédacteur en chef de l'ouvrage Grande amitié des peuples azerbaïdjanais et russe.[réf. nécessaire]
Chikhali Gourbanov écrit des livrets pour des performances : Le patron est occupé (de 1958 à 1961), Eh bien, nous sommes entrés dans une escarmouche (1962), Découvrons-le nous-mêmes (1963), Et si ce n'est pas juste (1963). 
Dans ses comédies satiriques, Gourbanov ridiculise les carriéristes et les bureaucrates. Il était un auteur prolifique du Théâtre d'État de la comédie musicale d'Azerbaïdjan. Les pièces, mises en scène selon son livret, entraient dans le répertoire non seulement de la scène locale, mais aussi des théâtres l'ex-URSS, de Bulgarie et de Turquie. En 1967, pour sa pièce Le fils mendiant d'un millionnaire, écrite en 1966, Gourbanov reçoit le Prix d'État Uzeyir Hadjibeyov, devenant l'un des premiers lauréats de ce prix.
Sa dernière pièce est Sensiz (Sans toi), fondée sur la chanson du même nom, consacrée aux victimes des répressions staliniennes. La première a eu lieu le 2 juin 1967, sur la scène du Théâtre dramatique d'État d'Azerbaïdjan. 
Il est l’auteur de poèmes lyriques, de récits et d'articles critiques. En 1965, il soutient sa thèse de doctorat sur les étapes de développement des liens littéraires russo-azerbaïdjanais au XIXe siècle. Selon le critique Iosif Braguinsky, sa thèse de doctorat contient « une caractéristique particulière de chaque étape ».[pas clair]

## Activité politique
En 1954-1955, Gourbanov est le chef du département de propagande du Comité de Bakou du Parti communiste d'Azerbaïdjan. De 1955 à 1957, il est premier secrétaire du comité du parti de district de 26 commissaires de Bakou de la capitale. La même année, grâce aux efforts de Chikhali Gourbanov, les restes du célèbre éducateur azerbaïdjanais Hasan-bek Zardabi ont été retrouvés et enterrés dans l'Allée d’honneur. Dans les années 60, Kurbanov dirige l'Institut de langue et de littérature de l'Académie des sciences de la RSS d'Azerbaïdjan, et plusieurs fois élu député du Soviet suprême de la RSS d'Azerbaïdjan.
De 1966 à 1967, il est secrétaire du Comité central du Parti communiste d'Azerbaïdjan et membre du bureau. En 1967, Gourbanov obtient la permission de célébrer la fête de Novruz en Azerbaïdjan, auparavant interdite par l'idéologie soviétique, en démontrant qu'il n'y a aucun lien entre cette fête et la religion.

## Mémoire
Une semaine après la mort de Gourbanov, le Comité central du Parti communiste d'Azerbaïdjan et le Conseil des ministres de la RSS d'Azerbaïdjan ont adopté la résolution n ° 282 du 2 juin 1967 : le nom de Chikhali Gourbanov est attribué au Théâtre national de la comédie musicale d'Azerbaïdjan et à une nouvelle école secondaire dans la ville de Zagatala. En 2013, après la reconstruction, le théâtre a été débaptisé.
Une des rues de Bakou porte le nom de Chikhali Gourbanov. Une plaque commémorative avec son profil a été installée sur la façade de la maison de Bakou (rue Adil Iskenderov), où il a vécu  de 1957 à 1967. Le monument du sculpteur Omar Eldarov a été érigé sur la tombe de Chikhali Gourbanov dans l'Allée d'honneur.